# Liste der denkmalgeschützten Objekte in Tamsweg
Die Liste der denkmalgeschützten Objekte in Tamsweg enthält die 40 denkmalgeschützten, unbeweglichen Objekte der Gemeinde Tamsweg im Salzburger Bezirk Tamsweg.

## Denkmäler
| Foto |                 | Denkmal | Standort                                       | Beschreibung | Metadaten |
| ---- | --------------- | --- | ---------------------------------------------- | --- | --- |
| BW   | Datei hochladen | Troadkasten / Micheinkasten HERIS-ID: 28724seit 2025                                                                         | bei Lasaberg 16 Standort KG: Lasaberg          | | BDA-Hist.: Q135167887 Status: Bescheid Stand der BDA-Liste: 2025-06-30 Name: Troadkasten/ Micheinkasten GstNr.: 227 |
| ja   | Datei hochladen | Bauernhaus, Ulngut (alter Name: Unterterzinger Keusche) HERIS-ID: 28400 Objekt-ID: 24975                                     | Griesgasse 69 Standort KG: Sauerfeld           | | BDA-Hist.: Q37919737 Status: Bescheid Stand der BDA-Liste: 2025-06-30 Name: Bauernhaus, Ulngut (alter Name: Unterterzinger Keusche) GstNr.: 236/2                                                                      |
| ja   | Datei hochladen | Kath. Filialkirche Hl. Familie HERIS-ID: 28734 Objekt-ID: 25335                                                              | Sauerfeld 41, gegenüber Standort KG: Sauerfeld | Die schlichte Dorfkirche mit einschiffigem Langhaus, niedrigerem Chor und vorgestelltem Westturm wurde 1914 nach Plänen von Karl Pirich erbaut. Auch der Hochaltar und die Seitenaltäre stammen vom Anfang des 20. Jahrhunderts. | BDA-Hist.: Q37921551 Status: § 2a Stand der BDA-Liste: 2025-06-30 Name: Kath. Filialkirche Hl. Familie GstNr.: .191 Filialkirche Sauerfeld                                                                             |
| ja   | Datei hochladen | Gasthof zur Klause mit Getreidekasten, Verbindungsgang und Kapelle HERIS-ID: 28417 Objekt-ID: 24999                          | Seetal 24 Standort KG: Seethal                 | Der Gasthof ist ein zweigeschoßiger Bau des 17. Jahrhunderts. Ein hölzerner Verbindungsgang führt von ihm zum ebenfalls zweigeschoßigen gemauerten Getreidekasten. In die anschließende Befestigungsmauer zum Torhaus ist eine kleine Kapelle eingebaut. | BDA-Hist.: Q37919844 Status: Bescheid Stand der BDA-Liste: 2025-06-30 Name: Gasthof zur Klause mit Getreidekasten, Verbindungsgang und Kapelle GstNr.: .17, .15 Gasthof zur Klause                                     |
| ja   | Datei hochladen | Wohnhaus, ehem. Maut- oder Paßhaus HERIS-ID: 28423 Objekt-ID: 25009                                                          | Seetal 25 Standort KG: Seethal                 | Das ehemalige Torwächterhaus neben dem Torbau ist ober der Haustüre mit 1681 bezeichnet. | BDA-Hist.: Q37919900 Status: Bescheid Stand der BDA-Liste: 2025-06-30 Name: Wohnhaus, ehem. Maut- oder Paßhaus GstNr.: .20/2, .20/1 Tollhouse Seethal                                                                  |
| ja   | Datei hochladen | Kath. Pfarrkirche hl. Johannes der Täufer HERIS-ID: 28736 Objekt-ID: 25337                                                   | Standort KG: Seethal                           | Die Pfarrkirche steht, vom Friedhof umgeben, erhöht neben der Straße. Das Langhaus und der etwas niedrigere Chor sind vor allem von einem Umbau im Jahr 1762 geprägt. Der Westturm mit geschweiftem Zeltdach stammt aus dem Jahr 1715. Der Hochaltar wurde um 1700 geschaffen, die Seitenaltäre Anfang des 18. Jahrhunderts. | BDA-Hist.: Q23041826 Status: § 2a Stand der BDA-Liste: 2025-06-30 Name: Kath. Pfarrkirche hl. Johannes d. T. GstNr.: .1 Pfarrkirche Seetal                                                                             |
| ja   | Datei hochladen | Friedhofskapelle, Totenkapelle HERIS-ID: 28738 Objekt-ID: 25339                                                              | gegenüber Seetal 17 Standort KG: Seethal       | Die achteckige Totenkapelle mit einem Pyramidendach steht in der Nordostecke des Friedhofs. | BDA-Hist.: Q37921564 Status: § 2a Stand der BDA-Liste: 2025-06-30 Name: Friedhofskapelle, Totenkapelle GstNr.: 7/1 Totenkapelle Seetal (Tamsweg)                                                                       |
| ja   | Datei hochladen | Kapelle Mariae Namen, Schwarzenbichlkapelle/Fellkapelle HERIS-ID: 28740 Objekt-ID: 25343                                     | Standort KG: Seethal                           | Die Kapelle westlich der Siedlung stammt ursprünglich aus dem 18. Jahrhundert, ist heute aber vorwiegend von einer neugotischen Erweiterung im Jahr 1901 geprägt. | BDA-Hist.: Q23301828 Status: § 2a Stand der BDA-Liste: 2025-06-30 Name: Kapelle Mariae Namen, Schwarzenbichlkapelle/Fellkapelle GstNr.: 597/1 Schwarzenbichlkapelle                                                    |
| ja   | Datei hochladen | Johanneskapelle HERIS-ID: 28742 Objekt-ID: 25345                                                                             | Standort KG: Seethal                           | Die kleine Johanneskapelle mit holzschindelgedecktem Zeltdach steht unmittelbar unterhalb der Pfarrkirche. | BDA-Hist.: Q37921603 Status: § 2a Stand der BDA-Liste: 2025-06-30 Name: Johanneskapelle GstNr.: 7/1 Johanneskapelle (Seetal, Tamsweg)                                                                                  |
| ja   | Datei hochladen | Burgruine Klauseck samt Talsperre HERIS-ID: 12009 Objekt-ID: 8142                                                            | Standort KG: Seethal                           | Die Burg ist ein viergeschoßiger Bau mit starken Mauern und tiefen Fensternischen. Sie wurde im 14. Jahrhundert erwähnt und fungierte als Grenzbefestigung zur Steiermark. Bei der Burg war auch das Tal durch eine Mauer abgesperrt, die nur durch das Tor beim Mauthaus passiert werden konnte. | BDA-Hist.: Q1015369 Status: Bescheid Stand der BDA-Liste: 2025-06-30 Name: Burgruine Klauseck samt Talsperre GstNr.: 122, 121, 123/2, 119/1, 119/2 Burgruine Klauseck                                                  |
| ja   | Datei hochladen | Mesnerhaus HERIS-ID: 28745 Objekt-ID: 25348                                                                                  | Am Leonhardsberg 1 Standort KG: Tamsweg        | Das Mesnerhaus auf dem Leonhardsberg ist ein dreigeschoßiger spätgotischer Bau mit abgewalmtem Satteldach. | BDA-Hist.: Q37921626 Status: § 2a Stand der BDA-Liste: 2025-06-30 Name: Mesnerhaus GstNr.: 666 |
| ja   | Datei hochladen | Ehemaliges Kapuzinerkloster, Bezirkshauptmannschaft HERIS-ID: 28513 Objekt-ID: 25103                                         | Amtsgasse 1 Standort KG: Tamsweg               | Das ehemalige Kapuzinerkloster wurde im 17. Jahrhundert erbaut und 1790 teilweise demoliert. Bis 1792 erfolgten Umbauten; später wurde das Gebäude als Pflegegericht genutzt. Die heutige Fassade stammt aus dem Jahr 1894. | BDA-Hist.: Q37920424 Status: § 2a Stand der BDA-Liste: 2025-06-30 Name: Ehem. Kapuzinerkloster, Bezirkshauptmannschaft GstNr.: .1                                                                                      |
| ja   | Datei hochladen | Bürgerhaus, Ledererhaus, Grimmingschloss HERIS-ID: 28515 Objekt-ID: 25105seit 2012                                           | Amtsgasse 10 Standort KG: Tamsweg              | Der dreigeschoßige Bau mit durchgehend gewölbtem Parterre wurde 1430 erstmals erwähnt. Der ehemalige Rittersaal wurde 1940 in mehrere Räume unterteilt, dabei wurde auch eine heute im Museum Tamsweg befindliche Kassettendecke entfernt. | BDA-Hist.: Q16064894 Status: Bescheid Stand der BDA-Liste: 2025-06-30 Name: Bürgerhaus, Ledererhaus GstNr.: .8/1 Ledererhaus, Tamsweg                                                                                  |
| ja   | Datei hochladen | Pfarrhof, Dechantshof HERIS-ID: 28525 Objekt-ID: 25115                                                                       | Dechantsbühel 4 Standort KG: Tamsweg           | Der Dechantshof südwestlich der Pfarrkirche wurde 1762 erbaut und 1968 renoviert. Er ist an der Nordseite zweigeschoßig, im Süden hingegen dreigeschoßig. | BDA-Hist.: Q37920509 Status: § 2a Stand der BDA-Liste: 2025-06-30 Name: Pfarrhof, Dechantshof GstNr.: 82/1 Dechantshof, Tamsweg                                                                                        |
| ja   | Datei hochladen | Pfarrhof-Kasten HERIS-ID: 28530 Objekt-ID: 25120                                                                             | bei Dechantsbühel 4 Standort KG: Tamsweg       | | BDA-Hist.: Q37920595 Status: § 2a Stand der BDA-Liste: 2025-06-30 Name: Pfarrhof-Kasten GstNr.: 82/1 |
| ja   | Datei hochladen | Forstamtsgebäude HERIS-ID: 28522 Objekt-ID: 25112                                                                            | Forstamtsgasse 2 Standort KG: Tamsweg          | Das zweigeschoßige Forstamtsgebäude stammt im Kern aus der 2. Hälfte des 16. Jahrhunderts. | BDA-Hist.: Q37920494 Status: § 2a Stand der BDA-Liste: 2025-06-30 Name: Forstamtsgebäude GstNr.: .119 |
| ja   | Datei hochladen | Bürgerhaus, Bader- oder Hatheyerhaus, Feilbad HERIS-ID: 28434 Objekt-ID: 25023                                               | Hatheyergasse 2 Standort KG: Tamsweg           | Das zweigeschoßige Bürgerhaus stammt aus dem Jahr 1767. | BDA-Hist.: Q37920030 Status: Bescheid Stand der BDA-Liste: 2025-06-30 Name: Bürgerhaus, Bader- oder Hatheyerhaus, Feilbad GstNr.: .66 Hatheyerhaus, Tamsweg                                                            |
| ja   | Datei hochladen | Umfassungsmauer des Klostergartens des ehem. Kapuzinerklosters Tamsweg mit Stöckl-Gebäude HERIS-ID: 110587 Objekt-ID: 128294 | zu Kapuzinerplatz 1 Standort KG: Tamsweg       | | BDA-Hist.: Q37819605 Status: § 2a Stand der BDA-Liste: 2025-06-30 Name: Umfassungsmauer des Klostergartens des ehem. Kapuzinerklosters Tamsweg mit Stöckl-Gebäude GstNr.: .1, 3, 4, .262 Alter Klostergarten (Tamsweg) |
| ja   | Datei hochladen | Kath. Pfarrkirche hl. Jakob der Ältere, Dekanatskirche HERIS-ID: 28510 Objekt-ID: 25100                                      | bei Dechantsbühel 2 Standort KG: Tamsweg       | → Hauptartikel : Dekanatspfarrkirche Tamsweg f1 | BDA-Hist.: Q1294017 Status: § 2a Stand der BDA-Liste: 2025-06-30 Name: Kath. Pfarrkirche hl. Jakob d. Ä., Dekanatskirche GstNr.: 82/1 Dekanatspfarrkirche Tamsweg                                                      |
| ja   | Datei hochladen | Friedhofskapelle, Seelenkapelle HERIS-ID: 28511 Objekt-ID: 25101                                                             | bei Dechantsbühel 2 Standort KG: Tamsweg       | Die rechteckige Kapelle mit Zeltdach steht im Südosten des Kirchhofbereichs und wurde seit dem 19. Jahrhundert mehrfach renoviert. | BDA-Hist.: Q37920395 Status: § 2a Stand der BDA-Liste: 2025-06-30 Name: Friedhofskapelle, Seelenkapelle GstNr.: 82/1 Seelenkapelle Tamsweg                                                                             |
| ja   | Datei hochladen | Gasthof Kandolf HERIS-ID: 28505 Objekt-ID: 25095                                                                             | Kirchengasse 1 Standort KG: Tamsweg            | | BDA-Hist.: Q37920354 Status: Bescheid Stand der BDA-Liste: 2025-06-30 Name: Gasthof Kandolf GstNr.: 71 Gasthof Kandolf, Tamsweg                                                                                        |
| ja   | Datei hochladen | Ehemaliges Barbaraspital, heute Lungauer Heimatmuseum HERIS-ID: 28790 Objekt-ID: 25393                                       | Kirchengasse 2 Standort KG: Tamsweg            | Das Spital wurde 1485 erstmals erwähnt und dient heute als Heimatmuseum mit dem Schwerpunkt auf bäuerliche Kultur und bäuerliche Möbel. Es ist ein einstöckiges Gebäude mit Walmdach, die Fenster sind mit Kratzputz umgeben. | BDA-Hist.: Q16830434 Status: § 2a Stand der BDA-Liste: 2025-06-30 Name: Ehem. Barbaraspital, heute Lungauer Heimatmuseum GstNr.: .88, .89 Ansitz Barbarahof                                                            |
| ja   | Datei hochladen | Ehemalige Spitalskirche HERIS-ID: 28786 Objekt-ID: 25389                                                                     | Kirchengasse 2 Standort KG: Tamsweg            | Die Kapelle wurde Ende des 15. Jahrhunderts an das Spital angebaut. | BDA-Hist.: Q64031937 Status: § 2a Stand der BDA-Liste: 2025-06-30 Name: Ehem. Spitalskirche GstNr.: .88, .89 |
| ja   | Datei hochladen | Schüttkasten (herrschaftlich) HERIS-ID: 28544 Objekt-ID: 25135                                                               | gegenüber Kirchengasse 4 Standort KG: Tamsweg  | | BDA-Hist.: Q37920641 Status: § 2a Stand der BDA-Liste: 2025-06-30 Name: Schüttkasten (herrschaftlich) GstNr.: .85 |
| ja   | Datei hochladen | Schloss Kuenburg HERIS-ID: 28436 Objekt-ID: 25025                                                                            | Kirchengasse 8 Standort KG: Tamsweg            | Das Schloss entstand Mitte des 16. Jahrhunderts durch Zusammenfassung mehrerer Bürgerhäuser, das Portal weist ein schmiedeeisernes Wappen der Familie Khuenburg auf. Es dient nunmehr als Veranstaltungszentrum. | BDA-Hist.: Q15844482 Status: § 2a Stand der BDA-Liste: 2025-06-30 Name: Schloss Kuenburg GstNr.: .95/1 Schloss Kuenburg (Tamsweg)                                                                                      |
| ja   | Datei hochladen | Alte Schule, ehem. Kuenburg’scher Getreidekasten HERIS-ID: 28438 Objekt-ID: 25027                                            | Kirchengasse 13 Standort KG: Tamsweg           | Das älteste Gebäude an diesem Platz wurde 1682 bis 1686 zu einem Getreidekasten umgebaut. Seit 1884/85 wurde es nach einer Umgestaltung als Schulhaus genutzt. | BDA-Hist.: Q37920074 Status: Bescheid Stand der BDA-Liste: 2025-06-30 Name: Alte Schule, ehem. Kuenburg'scher Getreidekasten GstNr.: .102 Kuenburgscher Getreidekasten, Tamsweg                                        |
| ja   | Datei hochladen | Rathaus HERIS-ID: 28506 Objekt-ID: 25096                                                                                     | Marktplatz 1 Standort KG: Tamsweg              | Das Rathaus (auch Gressing-Haus, Knappenhaus, Lederwasch-Haus) ist ein 1452 erstmals erwähnter spätgotischer Ansitz. Es weist turmartige Eckerker auf, die 1958 an der Fassade freigelegten Malereien stammen vermutlich aus dem 18. Jahrhundert von Gregor Lederwasch IV. Im Gebäudeinneren befinden sich Gratgewölbe sowie eine geschnitzte spätgotische Balkendecke. Seit 1896 dient es als Gemeindeamt.                                                                             | BDA-Hist.: Q16856195 Status: § 2a Stand der BDA-Liste: 2025-06-30 Name: Rathaus GstNr.: .71 Town hall of Tamsweg |
| ja   | Datei hochladen | Gasthaus Platzbräu HERIS-ID: 28405 Objekt-ID: 24983                                                                          | Marktplatz 4 Standort KG: Tamsweg              | Der mächtige dreigeschoßige Bau an der Ostseite des Marktplatzes weist eine Rieselputzfassade sowie zwei Fassadenbilder aus der 2. Hälfte des 18. Jahrhunderts auf. | BDA-Hist.: Q37919781 Status: Bescheid Stand der BDA-Liste: 2025-06-30 Name: Gasthaus Platzbräu GstNr.: .74 |
| ja   | Datei hochladen | Söllnerhaus, Steg-Keusche HERIS-ID: 28433 Objekt-ID: 25022                                                                   | Mitschegasse 12 Standort KG: Tamsweg           | | BDA-Hist.: Q37920016 Status: Bescheid Stand der BDA-Liste: 2025-06-30 Name: Söllnerhaus, Steg-Keusche GstNr.: 180 Söllnerhaus, Tamsweg                                                                                 |
| ja   | Datei hochladen | Gasthaus Murbrücke HERIS-ID: 28507 Objekt-ID: 25097                                                                          | Murgasse 16 Standort KG: Tamsweg               | | BDA-Hist.: Q37920375 Status: Bescheid Stand der BDA-Liste: 2025-06-30 Name: Gasthaus Murbrücke GstNr.: .50 Gasthaus Murbrücke, Tamsweg                                                                                 |
| ja   | Datei hochladen | Kalvarienberggruppe HERIS-ID: 28746 Objekt-ID: 25349                                                                         | St. Leonhard Gasse Standort KG: Tamsweg        | | BDA-Hist.: Q37921638 Status: § 2a Stand der BDA-Liste: 2025-06-30 Name: Kalvarienberggruppe GstNr.: 660, 662/2, 662/7, 1028/1, 651                                                                                     |
| ja   | Datei hochladen | Saukapelle HERIS-ID: 28753 Objekt-ID: 25356                                                                                  | St. Leonhard Gasse Standort KG: Tamsweg        | Die gotische Kapelle wurde um 1430 errichtet, jedoch erst 1974 an ihren heutigen Standort südwestlich der Marktgemeinde versetzt. | BDA-Hist.: Q37921657 Status: § 2a Stand der BDA-Liste: 2025-06-30 Name: Saukapelle GstNr.: 647/1 Saukapelle, Tamsweg                                                                                                   |
| ja   | Datei hochladen | Bürgerhaus, Altes Weißgärberhaus oder Michein Michaelerhaus HERIS-ID: 28432 Objekt-ID: 25021                                 | Untere Postgasse 17 Standort KG: Tamsweg       | | BDA-Hist.: Q37920002 Status: Bescheid Stand der BDA-Liste: 2025-06-30 Name: Bürgerhaus, Altes Weißgärberhaus oder Michein Michaelerhaus GstNr.: 153/1, 153/2 Untere Postgasse 115, Tamsweg                             |
| ja   | Datei hochladen | Wallfahrtskirche hl. Leonhard HERIS-ID: 28743 Objekt-ID: 25346                                                               | Standort KG: Tamsweg                           | → Hauptartikel : St. Leonhard ob Tamsweg f1 | BDA-Hist.: Q2320298 Status: § 2a Stand der BDA-Liste: 2025-06-30 Name: Wallfahrtskirche hl. Leonhard GstNr.: .202 St. Leonhard ob Tamsweg                                                                              |
| ja   | Datei hochladen | Apfelknabkapelle HERIS-ID: 28527 Objekt-ID: 25117                                                                            | Standort KG: Tamsweg                           | Die Kapelle mit hohem Rundbogen und Satteldach wurde um 1900 erbaut. | BDA-Hist.: Q37920539 Status: § 2a Stand der BDA-Liste: 2025-06-30 Name: Apfelknabkapelle GstNr.: 999/6 |
| ja   | Datei hochladen | Brunnen HERIS-ID: 28533 Objekt-ID: 25124                                                                                     | gegenüber Marktplatz 7 Standort KG: Tamsweg    | Der Christusbrunnen am Marktplatz, der gleichzeitig als Kriegerdenkmal dient, wurde von Josef Mühlbacher geschaffen und 1926 aufgestellt. Die achteckige Brunnenschale steht auf einem dreistufigen Treppenpodest. Auf der Brunnensäule befindet sich eine Statue Christi, der einen sterbenden Soldaten stützt. Die vier Wasserspeier an der Säule stellen die Symbole der vier Evangelisten dar. An den Wänden der Brunnenschale sind Tafeln mit den Namen der Gefallenen angebracht. | BDA-Hist.: Q37920622 Status: § 2a Stand der BDA-Liste: 2025-06-30 Name: Brunnen GstNr.: 999/2 |
| ja   | Datei hochladen | Friedhofskapelle, Totenkapelle HERIS-ID: 28711 Objekt-ID: 25312                                                              | Standort KG: Tamsweg                           | Die rechteckige Totenkapelle mit Holzschindelsatteldach und Giebelreiter steht im Westen des Friedhofs und wurde 1833 erbaut. | BDA-Hist.: Q37921521 Status: § 2a Stand der BDA-Liste: 2025-06-30 Name: Friedhofskapelle, Totenkapelle GstNr.: .242 Friedhofskapelle Tamsweg                                                                           |
| ja   | Datei hochladen | Tarmannkapelle HERIS-ID: 28715 Objekt-ID: 25316                                                                              | Standort KG: Tamsweg                           | | BDA-Hist.: Q37921533 Status: § 2a Stand der BDA-Liste: 2025-06-30 Name: Tarmannkapelle GstNr.: .365 |
| ja   | Datei hochladen | Wehranlage der Wallfahrtskirche hl. Leonhard bei Tamsweg mit Anbauten HERIS-ID: 110588 Objekt-ID: 128295                     | Standort KG: Tamsweg                           | Die Wehranlage um die Wallfahrtskirche mit zwei Toren sowie einem runden und einem quadratischen Turm stammt aus dem Jahr 1478. Gegen Osten zu steht das Mesnerhaus. | BDA-Hist.: Q37819626 Status: § 2a Stand der BDA-Liste: 2025-06-30 Name: Wehranlage der Wallfahrtskirche hl. Leonhard bei Tamsweg mit Anbauten GstNr.: 658, 660, 661, 666, .201, .228                                   |
| ja   | Datei hochladen | Bauernhof, Ilgengut HERIS-ID: 28426 Objekt-ID: 25012                                                                         | Wölting 10 Standort KG: Wölting                | | BDA-Hist.: Q37919942 Status: Bescheid Stand der BDA-Liste: 2025-06-30 Name: Bauernhof, Ilgengut GstNr.: .27 Ilgengut, Tamsweg                                                                                          |
| ja   | Datei hochladen | Bauernhof, Standlhof HERIS-ID: 28424 Objekt-ID: 25010                                                                        | Wölting 34 Standort KG: Wölting                | Der eingeschoßige Standlhof nördlich von Tamsweg stammt ursprünglich aus der Mitte des 16. Jahrhunderts, wurde in den Jahren 1974/75 allerdings umgebaut. | BDA-Hist.: Q37919917 Status: Bescheid Stand der BDA-Liste: 2025-06-30 Name: Bauernhof, Standlhof GstNr.: 139/2 Standlhof, Tamsweg                                                                                      |